# Dryobotodes bang-haasi
Dryobotodes bang-haasi is een vlinder uit de familie van de uilen (Noctuidae). De wetenschappelijke naam van de soort is voor het eerst geldig gepubliceerd in 1928 door Draeseke.